# Kostas Bigalis
Kostas Bigalis (Grieks: Κώστας Μπίγαλης; Athene, 15 maart 1953) is een Grieks zanger en componist.

## Biografie
Bigalis begon zijn muzikale carrière in 1975 na het winnen van een concours voor amateurs. In 1981 schreef hij de muziek voor de film Next One. In 1984 richtte hij met Mariana Efstratiou het muziekduo Big Alice op. Met I miss you haalde het duo de eerste plaats in de Griekse hitparades. Vanaf 1989 richtte hij zich meer op zijn solocarrière. In datzelfde jaar trachtte hij deel te nemen aan de Griekse preselectie voor het Eurovisiesongfestival. Zijn nummer werd echter niet geselecteerd, en uiteindelijk ging het andere lid van Big Alice, Mariana Efstratiou, met de zegepalm aan de haal. Vijf jaar later werd hij door de Griekse openbare omroep aangewezen om zijn vaderland te vertegenwoordigen op het Eurovisiesongfestival 1994. Met het nummer To trehantiri eindigde hij in de Ierse hoofdstad Dublin op de veertiende plek. Twee jaar later schreef hij het nummer Emis forame to himona anixiatika, waarmee zijn goede vriendin Efstratiou op het Eurovisiesongfestival ook als veertiende eindigde. In 2002 waagde hij zelf wederom zijn kans. Samen met Mirella Fragkopoulou eindigde hij op de vierde plaats in de nationale finale. In 2005 schreef hij The light in our soul, een nummer waarmee Elena Paparizou zou aantreden in de nationale preselectie. Mirella Fragkopoulou verklaarde echter dat hij het nummer voor haar had geschreven en dat zij het reeds had uitgebracht, waarna het nummer gediskwalificeerd werd.
1974: Marinella · 
1976: Mariza Koch · 
1977: Pascalis, Marianna, Robert & Bessy · 
1978: Tania Tsanaklidou · 
1979: Elpida · 
1980: Anna Vissi & Epikouri · 
1981: Yiannis Dimitras · 
1983: Kristi Stassinopoulou · 
1985: Takis Biniaris · 
1987: Bang · 
1988: Afroditi Frida · 
1989: Mariana Efstratiou · 
1990: Christos Callow & Wave · 
1991: Sophia Vossou · 
1992: Cleopatra · 
1993: Katerina Garbi · 
1994: Kostas Bigalis & The Sea Lovers · 
1995: Elina Konstantopoulou · 
1996: Mariana Efstratiou · 
1997: Marianna Zorba · 
1998: Thalassa · 
2001: Antique · 
2002: Michalis Rakintzis · 
2003: Mando · 
2004: Sakis Rouvas · 
2005: Elena Paparizou · 
2006: Anna Vissi · 
2007: Sarbel · 
2008: Kalomira · 
2009: Sakis Rouvas · 
2010: Giorgos Alkaios & Friends · 
2011: Loukas Giorkas feat. Stereo Mike · 
2012: Eleftheria Eleftheriou · 
2013: Koza Mostra feat. Agathonas Iakovidis · 
2014: Freaky Fortune feat. RiskyKidd · 
2015: Maria Elena Kiriakou · 
2016: Argo · 
2017: Demy · 
2018: Gianna Terzi · 
2019: Katerine Duska · 
2021: Stefania · 
2022: Amanda Tenfjord · 
2023: Victor Vernicos · 
2024: Marina Satti · 
2025: Klavdia